# Becenc bru grisenc
|  | Aquest article tracta sobre la varietat Leccinum cyaneobasileucum var. brunneogriseolum, la forma més corrent de l'espècie Leccinum cyaneobasileucum. Els detalls referents a aquesta espècie els trobareu a Leccinum cyaneobasileucum var. cyaneobasileucum. |

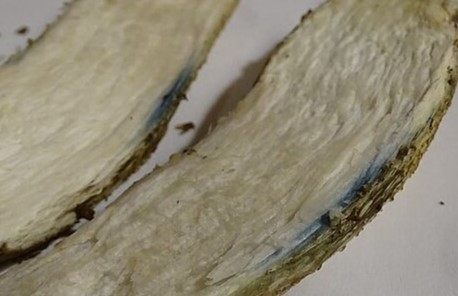
Detall de la coloració verd blavosa de la carn del becenc bru grisenc (Leccinum cyaneobasileucum var. brunneogriseolum)

El becenc bru grisenc (Leccinum cyaneobasileucum var. brunneogriseolum) és un molleró poc citat, del grup dels mollerons becencs, els mollerons que creixen vora bedolls.

## Taxonomia
Gilbert Lannoy i Alain Estadès varen descriure Leccinum cyaneobasileucum  l'any 1991, un becenc de barret blanc. Posteriorment, el mateix any, els mateixos autors varen descriure Leccinum brunneogriseolum, un becenc de barret bru grisenc a bru pàl·lid. Finalment, els mateixos autors, van combinar aquesta darrera espècie com a varietat de la primera: Leccinum cyaneobasileucum var. brunneogriseolum (Lannoy & Estadès) Lannoy & Estadès
La forma blanca és relativament rara mentre la forma brunenca és la més corrent. Henk den Bakker i Machiel Noordeloos consideren que es tracta de la mateixa espècie, però el nom de la forma blanca té precedència. Certs autors però, segueixen considerant ambdós taxons com a varietats de L. cyaneobasileucum.  en aquest cas .
El nom de becenc bru grisenc es refereix a la forma d'aquest color (Leccinum cyaneobasileucum var. brunneogriseolum), la forma més corrent, mentre la forma blanca, (Leccinum cyaneobasileucum var. cyaneobasileucum) s'anomena becenc blanc.

## Iconografia
Gelardi, Matteo & Costanzo, Federica. (2021): Fig. 2-5
Assyov, Boris. Boletales.com.(2024)
Jose Antonio Muñoz, Boletus s.l. (2005): 96

## Descripció
Bolets de mida mitjana a, el més corrent, gran; barret de 6-10 de diàmetre, de jove hemisfèric i ben aviat convex-pulvinat; carnós; marge lleugerament excedent, fins a 1 mm; superfície mat, seca però enganxosa a lleugerament greixosa i polida amb temps humit, bru grisenca, immutable al frec.
Porus persistentment arrodonits, no angulars, concolors amb els tubs, brunencs al frec.
Cama 12-18  × 1-3  cm, sempre més llarg que el diàmetre del barret, esvelt, central, sòlid, fibrós, ferm, sec, recte a sinuós , cilíndrica a lleugerament inflat al peu; superfície totalment ornamentada per petits aspres concolors, disposats de manera molt densa, confluents i deprimits, que li donen l'aspecte d'un vellut llanós, més evident cap el peu; de beix a ocraci molt pàl·lid, uniforme, amb taques o matisos de blau a aiguamarina en el peu o just sota el còrtex; miceli basal blanquinós.
Carn ferma i dura quan és jove, més tard molla i finalment blana al barret, fibrosa a la cama; blanquinosa, amb taques o matisos de blau a aiguamarina a la base de la cama o cap a les zones perifèriques de la meitat inferior de la cama, tendeixen a fer-se més evidents després del tallar-la; inalterable quan s'exposa a l'aire; olor indistinta, tast suau.

## Hàbitat
Estableix micorrizes amb bedolls (Betula pendula); en sòls preferentment àcids; des de finals d'estiu a principis de tardor; 

## Distribució
Relativament comú en molta part d'Europa, rar a Escandinàvia (excloent Dinamarca), s'ha citat d'Espanya, França i Itàlia. De Catalunya tan sols s'ha recol·lectat a Rupit.

## Espècies semblants
Es reconeix al camp ppel color bru grisenc mat del barret i la superfície cotonosa de la cama, on els aspres, densos i confluents, gairebé no deixen veure la superfície de la cama. S'ha confós amb el becenc (Leccinum scabrum). Aquest, un cop tallem la carn, és de color immutable o amb lleugers matisos rosats, però sense cap matís blau verdós

## Comestibilitat
Comestible; com totes les espècies del gènere Leccinum cal considerar-les com a comestibles mediocres. Es recomanable descartar la cama. Causen problemes gastrointestinals si es mengen crus o mal cuinats.

## Analítica
- Porus 30% NH4 OH +: bru feruginós
- Superfície del barret i cama 30% KOH +: roig vinós
- Carn FeSO4 +: Aiguamarina pàl·lid